# Aristosyrphus
Aristosyrphus là một chi ruồi trong họ Syrphidae.